# Distretto di Yanshui
Il distretto di Yanshui (鹽水區S, Yánshuěi Cyu / Yánshuǐ QūP) è un distretto della municipalità di Tainan, situata a Taiwan.